# 高开道
高開道（？—624年），赐姓李时为李開道，隋末农民起义领袖，在懷戎（今河北张家口）依附突厥称燕王。高開道是滄州阳信人，年轻时，煮海水贩卖私盐。有勇力，跑起来像奔马一样。

## 生平
隋炀帝大业十二年（616年），高開道加入格謙的起义军。格謙被隋将杨义臣所杀。聚集余众北掠城镇，至临渝关（今山海关）、怀远镇（今辽宁台安县）。
大业十三年（617年），高開道围攻北平郡（今河北秦皇岛），直到唐高祖武德元年（618年）十二月，隋将李景终于不支，弃城和鄧暠逃离。高開道占领北平郡后，又占领漁陽郡（今天津蓟县），自立为燕王，改元始兴，以渔阳为国都。
此时，懷戎有一支起义队伍，领袖是和尚高曇晟，自称大乘皇帝，他派人招降高开道，高开道同意了。高曇晟与高开道结为兄弟，封他为齐王。几个月后，高开道袭杀高曇晟，兼并了他的部下，将国都迁至懷戎。他和窦建德，进攻幽州的罗艺，罗艺拒绝归降，投靠了唐朝。
武德三年（620年）夏，窦建德再次进攻幽州的罗艺，罗艺向高開道求援。高開道率军两千骑兵援助，使窦建德退兵。之后，高開道决定通过罗艺降唐，这年冬天，唐高祖赐高開道姓李，封北平郡王，授蔚州（今河北蔚县）总管。
高開道坚忍、刚毅，一次面部中箭，他要求医师拔出箭头。医师说箭头太深不能拔出，高開道一怒之下杀死了医师。他又找另一个医师，医师说我能拔出箭头、但你会很痛苦，高開道又把这个医师杀死了。他又找来第三个医师，医师说没问题，医师开始做手术，在高開道骨头里取出箭头，而手术过程中高開道继续在宴会中欣赏歌舞娱乐。
武德四年（621年）冬，罗艺的幽州遭遇了饥荒。高開道同意提供幽州食物。罗艺派遣老弱去蔚州就食，高開道很好的招待了他们。罗艺很高兴，发兵三千人、车数百乘、驴马千余匹去蔚州，请高开道赈济。然而，高開道没有将他们归还罗艺，而是留下之后，背叛了唐朝。北连突厥，南联刘黑闼，复称燕国。又进攻易州（今河北易县）和罗艺管辖的唐朝领土。
武德六年（623年）春，他联合东突厥颉利可汗和原刘武周的部将苑君璋，进攻唐朝的雁門关，但没有夺取。他多次联合突厥和库莫奚侵唐，曾一度帮助颉利可汗夺取唐朝的朔州（馬邑郡）。
武德七年（624年）春，唐朝占领了中原的大部分，消灭了除依附突厥的全部隋末群雄。高開道不想步群雄后尘，一度想归降唐朝，但事先对唐朝的反复态度和突厥的支持，使他没有下定决心。他的部下多数的家乡现在是唐的国土，他们更想归降唐朝。
高开道亲兵数百人，皆勇士，高开道收他们为“义兒”，常在阁内，由張金樹统领。刘黑闼被唐朝捕杀后，部将張君立归附高开道。張君立、張金樹阴谋推翻高开道。
一天夜里，張金树与诸义兒游戏，秘密将其弓断弦，藏其刀、槊。义兒睡觉后，張金树和他的同党攻高开道的殿阁，张君立在外城举火相应。义兒弓弦皆断，只好归降张金树。高开道知不能免死，于是擐甲持兵坐堂上，与其妻妾酣宴。張金树之党害怕他的勇猛，不敢杀他。天将明，高开道先缢其妻妾及诸子，而后自杀。張金树杀其义兒和张君立，归降唐朝。唐朝以高开道之地为妫州。